# Neitheidae
Neitheidae zijn een uitgestorven familie van tweekleppigen uit de orde Pectinida.